# Subwoolfer
Subwoolfer ist ein norwegisches Musikduo bestehend aus den maskiert auftretenden Figuren „Keith“ (Ben Adams) und „Jim“ (Gaute Ormåsen). Gemeinsam mit der Gruppe tritt auch DJ Astronaut (Carl Henrik-Wahl) auf. Subwoolfer vertrat mit dem Lied Give That Wolf a Banana Norwegen beim Eurovision Song Contest 2022.

## Geschichte
Das aus dem britischen Sänger Ben Adams und dem norwegischen Sänger Gaute Ormåsen bestehende Duo trat im ersten Jahr seines Bestehens nur maskiert auf und hielt die Identität der beiden Sänger geheim. Bei dem Namen „Subwoolfer“ handelt es sich um eine Vermischung der beiden englischen Wörter „Subwoofer“ und „wolf“ (deutsch Wolf).

### Gründung und erste Auftritte in der Öffentlichkeit
Seinen ersten Auftritt in der Öffentlichkeit hatte das Duo am 10. Januar 2022 bei der Bekanntgabe der Teilnehmer am Melodi Grand Prix 2022, dem norwegischen Vorentscheid für den Eurovision Song Contest.
Ihr Lied Give That Wolf a Banana wurde von Ormåsen und Adams gemeinsam mit Carl-Henrik Wahl bei einem Songwriting-Camp geschrieben und sollte ursprünglich nicht von den beiden gesungen werden. Da jedoch kein geeigneter Sänger gefunden wurde, gründeten die beiden Sänger das Duo Subwoolfer, das in der Öffentlichkeit zunächst nur anonym und maskiert auftrat. Mit dem Lied wurde das Duo als ein automatisch für das MGP-Finale qualifizierter Beitrag vorgestellt. Teil der Präsentation war eine erfundene Biografie. Nach dieser handle es sich beim Duo um Brüder, die sich vor 4,5 Milliarden Jahren auf dem Mond getroffen und ab da mit ihrer Musik alle Planeten erobert hätten. Laut dieser Biografie kamen die beiden mit Hilfe von DJ Astronaut auf die Erde.
Als Songwriter und Musikproduzenten des Liedes wurden statt der tatsächlichen Namen die Pseudonyme des Duos sowie von „DJ Astronaut“ hinterlegt. In Interviews trat das Duo fortan mit Wahl als "Übersetzer" auf. Ormåsen und Adams gaben später an, dass sie die Maskierung und Geheimhaltung ihrer Namen wählten, um bei einem Misserfolg ihre eigenen Karrieren zu schützen.
Die Identität des Duos sorgte bei Eurovision-Fan-Blogs und in den norwegischen Medien für Spekulationen. Dort wurden unter anderem das Comedy-Duo Ylvis sowie Ormåsen und Adams als Personen hinter den Masken vermutet. Vor allem in norwegischen Medien setzte sich bereits vor ihrer Demaskierung im Februar 2023 die Vermutung, dass Gaute Ormåsen und Ben Adams hinter Subwoolfer stehen, durch.

### Auftritte beim Melodi Grand Prix und dem Eurovision Song Contest
Subwoolfer hatte gemeinsam mit DJ Astronaut seinen ersten Auftritt außer Konkurrenz im vierten Halbfinale des Melodi Grand Prix 2022. Am 19. Februar 2022 gewann Subwoolfer das Finale des Melodi Grand Prix 2022. Im finalen Duell hatte sich das Duo gegen die Band NorthKid durchsetzen können. Subwoolfer erhielt durch den Sieg das Recht, Norwegen mit dem Lied Give That Wolf a Banana beim Eurovision Song Contest 2022 in Turin zu vertreten. Ormåsen, eigentlich die Figur „Jim“, verwendete bei Auftritten während des Melodi Grand Prix und des Eurovision Song Contests das Kostüm von „DJ Astronaut“, um nicht gleichzeitig singen und tanzen zu müssen.
Beim Eurovision Song Contest konnte sich Subwoolfer im ersten Halbfinale am 10. Mai 2022 für das Finale qualifizieren. Im Finale erreichte Subwoolfer mit 182 Punkten den zehnten Platz. Im Juli 2022 gab das Duo mit Melocoton (The Donka Donk Song) seine erste Single nach dem Eurovision Song Contest heraus. Es folgten weitere Singles.

### Bekanntgabe der Identität

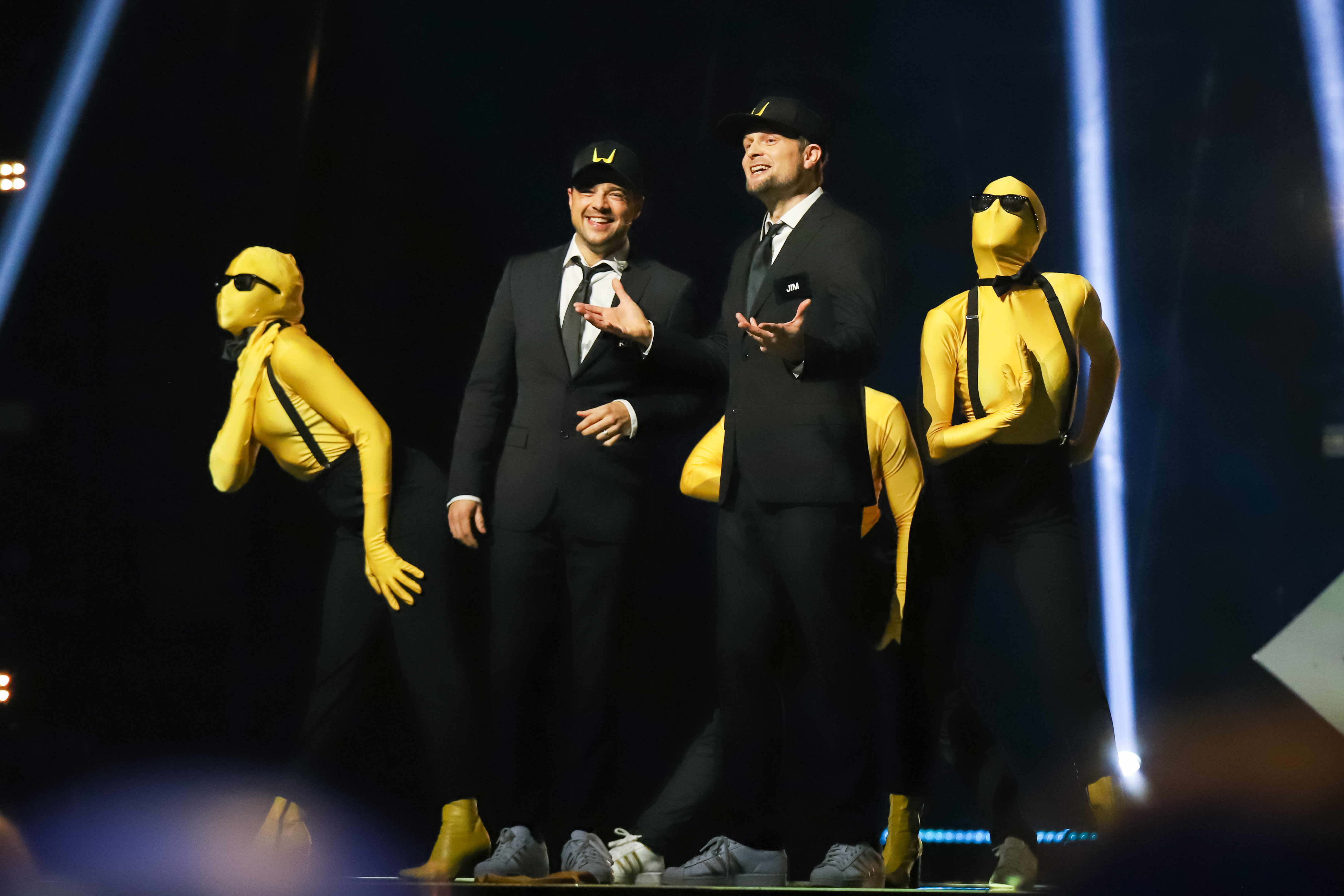
Subwoolfer ohne Masken beim Melodi Grand Prix 2023

Das Duo trat beim Finale des Melodi Grand Prix 2023 im Februar 2023 auf und sang dort ein Mashup aus den Liedern Give That Wolf a Banana und Worst Kept Secret. Bei dem Auftritt nahm das Duo seine Masken ab und gab damit bekannt, dass sich Subwoolfer aus Ben Adams und Gaute Ormåsen zusammensetzt. Im August 2023 wurde das von Ben Adams geschriebene Kinderbuch Subwoolfer: Oppdrag bestemor veröffentlicht.

## Diskografie

### Singles
| Jahr | Titel Album               | Höchstplatzierung, Gesamtwochen, AuszeichnungChartplatzierungen (Jahr, Titel, Album, Platzierungen, Wochen, Auszeichnungen, Anmerkungen) | Höchstplatzierung, Gesamtwochen, AuszeichnungChartplatzierungen (Jahr, Titel, Album, Platzierungen, Wochen, Auszeichnungen, Anmerkungen) | Höchstplatzierung, Gesamtwochen, AuszeichnungChartplatzierungen (Jahr, Titel, Album, Platzierungen, Wochen, Auszeichnungen, Anmerkungen) | Höchstplatzierung, Gesamtwochen, AuszeichnungChartplatzierungen (Jahr, Titel, Album, Platzierungen, Wochen, Auszeichnungen, Anmerkungen) | Höchstplatzierung, Gesamtwochen, AuszeichnungChartplatzierungen (Jahr, Titel, Album, Platzierungen, Wochen, Auszeichnungen, Anmerkungen) | Anmerkungen                              |
| Jahr | Titel Album               | DE | AT | UK | NO | SE | Anmerkungen                              |
| ---- | ------------------------- | --- | --- | --- | --- | --- | ---------------------------------------- |
| 2022 | Give That Wolf a Banana – | DE— aDE | AT67 (1 Wo.)AT | UK47 (2 Wo.)UK | NO4 Platin · (11 Wo.)NO | SE13 (3 Wo.)SE | Beitrag zum Eurovision Song Contest 2022 |

Weitere Singles
- 2022: Give That Wolf a Romantic Banana
- 2022: Melocoton (The Donka Donk Song)
- 2022: Howling (mit Luna Ferrari)
- 2022: Having Grandma Here for Christmas
- 2023: Worst Kept Secret
- 2023: We Wrote a Book
- 2023: Coco Pops (mit Subkids)
- 2023: I Think I Killed Rudolph (mit a1)
- 2024: Fish (mit Subkids)
- 2024: Train (mit Subkids und DJ Astronaut)
- 2024: Dance Moves Should be Bigger

Mit Subwoolfer
- 2024: Spaceman (Von DJ Astronaut)
- 2024: MMH (Von DJ Astronaut)